# Isan (etnia)
Gli isan (in thailandese คนอีสาน, Khon Isan, [kʰōn ʔīːsǎːn]; in lao: ຄົນອີສານ; in birmano: အီသန် လူမျိုး) sono un gruppo etnico tai originario della Thailandia del Nordest, con una popolazione stimata pari a 22 milioni di persone.
In un senso più ampio, chiunque provenga dalle venti province nord-orientali della Thailandia può essere chiamato isan. In senso stretto, il termine si riferisce solo all'etnia laotiana che costituisce la maggioranza della popolazione nella maggior parte della regione. Dopo la fallimentare ribellione laotiana del 1826, la regione fu testimone di trasferimenti forzati di popolazione laotiana nell'Isan. La separazione della regione dallo storico regno laotiano, la sua integrazione nello stato nazionale thailandese e la politica di thaificazione del governo centrale hanno sviluppato un'identità regionale distinta che differisce sia dai laotiani del Laos che dai thailandesi della Thailandia Centrale. L'integrazione nell'identità nazionale thailandese è iniziata intorno al 1900, venendo accelerata durante l'era fascista e perseguita aggressivamente durante la Guerra fredda. Tuttora si mantiene, sebbene nel 2011 la Thailandia abbia ufficialmente riconosciuto l'identità laotiana alle Nazioni Unite. Anche durante il culmine della Guerra Fredda il livello di questa integrazione era molto alto, misurato dall'espressione di sentimenti nazionalisti. Ancora oggi, il popolo Isan è tra i più nazionalisti della Thailandia; in quanto tali, durante l'apice delle "guerre dei colori" della Thailandia (tra fine degli anni 2000 e l'inizio degli anni 2010), le camicie rosse basate nell'Isan non chiedevano il separatismo, ma un ritorno alla democrazia, a sostegno del partito Pheu Thai.
Quasi tutti gli abitanti del nord-est della Thailandia sono cittadini thailandesi. Eppure, la maggioranza di loro (circa l'80%) è di etnia laotiana e parla una variante della lingua laotiana quando è in casa (i tre principali dialetti laotiani parlati nel nord-est della Thailandia sono riassunti nella lingua isan). Per evitare di essere soggetti a stereotipi e percezioni dispregiative associate alle persone di lingua laotiana, la maggior parte preferisce chiamarsi isan.